# Горнолыжный спорт
Горнолы́жный спорт — спуск с покрытых снегом склонов на специальных лыжах. Вид спорта, а также популярный вид активного отдыха миллионов людей по всему миру. Традиционно наиболее развит в таких странах как Австрия, Италия, Франция, Швейцария, США, Германия. Родиной горнолыжного спорта являются Альпы, на большинстве языков само название этого вида означает «альпийские лыжи» (англ. Alpine skiing, фр. Ski alpin, нем. Ski Alpin, исп. Esquí alpino, итал. Sci alpino).

## Дисциплины

### Олимпийские дисциплины
- Скоростной спуск (англ. Downhill)
- Супергигант (англ. Super-G)
- Гигантский слалом (англ. Giant slalom)
- Слалом (англ. Slalom)
- Горнолыжная комбинация (англ. Alpine skiing combined), в том числе командная
- Командные соревнования (англ. Alpine team events)

### Прочие виды и стили
- Фрирайд (горные лыжи и сноуборд)
- Спид-скиинг
- Ньюскул — дисциплина, которая сочетает элементы горнолыжного спорта, фристайла и акробатики
- Телемарк (горные лыжи)